# Ignacio Don
Ignacio Óscar Don (Selva, 28 febbraio 1982) è un ex calciatore paraguaiano con cittadinanza argentina, di ruolo portiere.